# Sweet but Psycho
Sweet but Psycho is een nummer van de Amerikaanse zangeres Ava Max. Het werd uitgegeven op 17 augustus 2018 door Atlantic Records.
Het nummer behaalde wereldwijd in veel hitlijsten de hoogste positie. In de Vlaamse Ultratop 50 stond het zelfs vijftien weken lang op nummer 1. Alleen Kvraagetaan van Fixkes stond langer op die plaats, namelijk zestien weken.

## Achtergrond
Sweet but Psycho gaat over een relatie waarin de vrouw gezien wordt als een 'psycho', terwijl ze van binnen een sterke en onafhankelijke vrouw is.

## Promotie
In de Verenigde Staten speelde Ava Max het nummer live in de tv-programma's The Late Late Show with James Corden en The Today Show in januari. Op 11 april 2019 trad ze met het nummer op bij The Ellen DeGeneres Show.
In Nederland zong Max het nummer in de finale van het negende seizoen van The voice of Holland. Ook speelde ze een akoestische versie van het nummer in het radioprogramma van Domien Verschuuren op Qmusic.

## Trivia
- Sweet but Psycho was het meest gedraaide nummer op de Nederlandse radio in januari 2019.[8]

## Hitnoteringen

### Nederlandse Top 40
| Hitnotering: 09-11-2018 t/m 04-05-2019 | Hitnotering: 09-11-2018 t/m 04-05-2019 | Hitnotering: 09-11-2018 t/m 04-05-2019 | Hitnotering: 09-11-2018 t/m 04-05-2019 | Hitnotering: 09-11-2018 t/m 04-05-2019 | Hitnotering: 09-11-2018 t/m 04-05-2019 | Hitnotering: 09-11-2018 t/m 04-05-2019 | Hitnotering: 09-11-2018 t/m 04-05-2019 | Hitnotering: 09-11-2018 t/m 04-05-2019 | Hitnotering: 09-11-2018 t/m 04-05-2019 | Hitnotering: 09-11-2018 t/m 04-05-2019 | Hitnotering: 09-11-2018 t/m 04-05-2019 | Hitnotering: 09-11-2018 t/m 04-05-2019 | Hitnotering: 09-11-2018 t/m 04-05-2019 | Hitnotering: 09-11-2018 t/m 04-05-2019 | Hitnotering: 09-11-2018 t/m 04-05-2019 | Hitnotering: 09-11-2018 t/m 04-05-2019 | Hitnotering: 09-11-2018 t/m 04-05-2019 | Hitnotering: 09-11-2018 t/m 04-05-2019 | Hitnotering: 09-11-2018 t/m 04-05-2019 | Hitnotering: 09-11-2018 t/m 04-05-2019 |
| Week:                                  | 1                                      | 2                                      | 3                                      | 4                                      | 5                                      | 6                                      | 7                                      | 8                                      | 9                                      | 10                                     | 11                                     | 12                                     | 13                                     | 14                                     | 15                                     | 16                                     | 17                                     | 18                                     | 19                                     | 20                                     |
| -------------------------------------- | -------------------------------------- | -------------------------------------- | -------------------------------------- | -------------------------------------- | -------------------------------------- | -------------------------------------- | -------------------------------------- | -------------------------------------- | -------------------------------------- | -------------------------------------- | -------------------------------------- | -------------------------------------- | -------------------------------------- | -------------------------------------- | -------------------------------------- | -------------------------------------- | -------------------------------------- | -------------------------------------- | -------------------------------------- | -------------------------------------- |
| Positie:                               | 16                                     | 4                                      | 3                                      | 3                                      | 2                                      | 2                                      | 2                                      | 2                                      | 2                                      | 2                                      | 1                                      | 1                                      | 1                                      | 3                                      | 3                                      | 3                                      | 4                                      | 5                                      | 7                                      | 10                                     |
| Week:                                  | 21                                     | 22                                     | 23                                     | 24                                     | 25                                     | 26                                     |                                        |                                        |                                        |                                        |                                        |                                        |                                        |                                        |                                        |                                        |                                        |                                        |                                        |                                        |
| Positie:                               | 11                                     | 14                                     | 18                                     | 25                                     | 30                                     | 36                                     | uit                                    |                                        |                                        |                                        |                                        |                                        |                                        |                                        |                                        |                                        |                                        |                                        |                                        |                                        |

### NederlandseSingle Top 100
| Hitnotering: (Week 1 t/m 38) 27-10-2018 t/m 13-07-2019 Hitnotering: (Week 39) 27-07-2019 Hitnotering: (Week 40 t/m 42) 10-08-2019 t/m 24-08-2019 | Hitnotering: (Week 1 t/m 38) 27-10-2018 t/m 13-07-2019 Hitnotering: (Week 39) 27-07-2019 Hitnotering: (Week 40 t/m 42) 10-08-2019 t/m 24-08-2019 | Hitnotering: (Week 1 t/m 38) 27-10-2018 t/m 13-07-2019 Hitnotering: (Week 39) 27-07-2019 Hitnotering: (Week 40 t/m 42) 10-08-2019 t/m 24-08-2019 | Hitnotering: (Week 1 t/m 38) 27-10-2018 t/m 13-07-2019 Hitnotering: (Week 39) 27-07-2019 Hitnotering: (Week 40 t/m 42) 10-08-2019 t/m 24-08-2019 | Hitnotering: (Week 1 t/m 38) 27-10-2018 t/m 13-07-2019 Hitnotering: (Week 39) 27-07-2019 Hitnotering: (Week 40 t/m 42) 10-08-2019 t/m 24-08-2019 | Hitnotering: (Week 1 t/m 38) 27-10-2018 t/m 13-07-2019 Hitnotering: (Week 39) 27-07-2019 Hitnotering: (Week 40 t/m 42) 10-08-2019 t/m 24-08-2019 | Hitnotering: (Week 1 t/m 38) 27-10-2018 t/m 13-07-2019 Hitnotering: (Week 39) 27-07-2019 Hitnotering: (Week 40 t/m 42) 10-08-2019 t/m 24-08-2019 | Hitnotering: (Week 1 t/m 38) 27-10-2018 t/m 13-07-2019 Hitnotering: (Week 39) 27-07-2019 Hitnotering: (Week 40 t/m 42) 10-08-2019 t/m 24-08-2019 | Hitnotering: (Week 1 t/m 38) 27-10-2018 t/m 13-07-2019 Hitnotering: (Week 39) 27-07-2019 Hitnotering: (Week 40 t/m 42) 10-08-2019 t/m 24-08-2019 | Hitnotering: (Week 1 t/m 38) 27-10-2018 t/m 13-07-2019 Hitnotering: (Week 39) 27-07-2019 Hitnotering: (Week 40 t/m 42) 10-08-2019 t/m 24-08-2019 | Hitnotering: (Week 1 t/m 38) 27-10-2018 t/m 13-07-2019 Hitnotering: (Week 39) 27-07-2019 Hitnotering: (Week 40 t/m 42) 10-08-2019 t/m 24-08-2019 | Hitnotering: (Week 1 t/m 38) 27-10-2018 t/m 13-07-2019 Hitnotering: (Week 39) 27-07-2019 Hitnotering: (Week 40 t/m 42) 10-08-2019 t/m 24-08-2019 | Hitnotering: (Week 1 t/m 38) 27-10-2018 t/m 13-07-2019 Hitnotering: (Week 39) 27-07-2019 Hitnotering: (Week 40 t/m 42) 10-08-2019 t/m 24-08-2019 | Hitnotering: (Week 1 t/m 38) 27-10-2018 t/m 13-07-2019 Hitnotering: (Week 39) 27-07-2019 Hitnotering: (Week 40 t/m 42) 10-08-2019 t/m 24-08-2019 | Hitnotering: (Week 1 t/m 38) 27-10-2018 t/m 13-07-2019 Hitnotering: (Week 39) 27-07-2019 Hitnotering: (Week 40 t/m 42) 10-08-2019 t/m 24-08-2019 | Hitnotering: (Week 1 t/m 38) 27-10-2018 t/m 13-07-2019 Hitnotering: (Week 39) 27-07-2019 Hitnotering: (Week 40 t/m 42) 10-08-2019 t/m 24-08-2019 | Hitnotering: (Week 1 t/m 38) 27-10-2018 t/m 13-07-2019 Hitnotering: (Week 39) 27-07-2019 Hitnotering: (Week 40 t/m 42) 10-08-2019 t/m 24-08-2019 | Hitnotering: (Week 1 t/m 38) 27-10-2018 t/m 13-07-2019 Hitnotering: (Week 39) 27-07-2019 Hitnotering: (Week 40 t/m 42) 10-08-2019 t/m 24-08-2019 | Hitnotering: (Week 1 t/m 38) 27-10-2018 t/m 13-07-2019 Hitnotering: (Week 39) 27-07-2019 Hitnotering: (Week 40 t/m 42) 10-08-2019 t/m 24-08-2019 | Hitnotering: (Week 1 t/m 38) 27-10-2018 t/m 13-07-2019 Hitnotering: (Week 39) 27-07-2019 Hitnotering: (Week 40 t/m 42) 10-08-2019 t/m 24-08-2019 | Hitnotering: (Week 1 t/m 38) 27-10-2018 t/m 13-07-2019 Hitnotering: (Week 39) 27-07-2019 Hitnotering: (Week 40 t/m 42) 10-08-2019 t/m 24-08-2019 |
| Week: | 1 | 2 | 3 | 4 | 5 | 6 | 7 | 8 | 9 | 10 | 11 | 12 | 13 | 14 | 15 | 16 | 17 | 18 | 19 | 20 |
| --- | --- | --- | --- | --- | --- | --- | --- | --- | --- | --- | --- | --- | --- | --- | --- | --- | --- | --- | --- | --- |
| Positie: | 76 | 27 | 10 | 7 | 8 | 10 | 7 | 7 | 6 | 18 | 4 | 4 | 6 | 8 | 7 | 9 | 15 | 12 | 12 | 16 |
| Week: | 21 | 22 | 23 | 24 | 25 | 26 | 27 | 28 | 29 | 30 | 31 | 32 | 33 | 34 | 35 | 36 | 37 | 38 | | 39 |
| Positie: | 17 | 17 | 15 | 22 | 26 | 33 | 32 | 37 | 47 | 50 | 64 | 60 | 63 | 71 | 71 | 77 | 86 | 80 | uit | 90 |
| Week: | | 40 | 41 | 42 | | | | | | | | | | | | | | | | |
| Positie: | uit | 96 | 99 | 100 | uit | | | | | | | | | | | | | | | |

### NederlandseMega Top 50
| Hitnotering: 03-11-2018 t/m 08-06-2019 | Hitnotering: 03-11-2018 t/m 08-06-2019 | Hitnotering: 03-11-2018 t/m 08-06-2019 | Hitnotering: 03-11-2018 t/m 08-06-2019 | Hitnotering: 03-11-2018 t/m 08-06-2019 | Hitnotering: 03-11-2018 t/m 08-06-2019 | Hitnotering: 03-11-2018 t/m 08-06-2019 | Hitnotering: 03-11-2018 t/m 08-06-2019 | Hitnotering: 03-11-2018 t/m 08-06-2019 | Hitnotering: 03-11-2018 t/m 08-06-2019 | Hitnotering: 03-11-2018 t/m 08-06-2019 | Hitnotering: 03-11-2018 t/m 08-06-2019 | Hitnotering: 03-11-2018 t/m 08-06-2019 | Hitnotering: 03-11-2018 t/m 08-06-2019 | Hitnotering: 03-11-2018 t/m 08-06-2019 | Hitnotering: 03-11-2018 t/m 08-06-2019 | Hitnotering: 03-11-2018 t/m 08-06-2019 | Hitnotering: 03-11-2018 t/m 08-06-2019 | Hitnotering: 03-11-2018 t/m 08-06-2019 | Hitnotering: 03-11-2018 t/m 08-06-2019 | Hitnotering: 03-11-2018 t/m 08-06-2019 |
| Week:                                  | 1                                      | 2                                      | 3                                      | 4                                      | 5                                      | 6                                      | 7                                      | 8                                      | 9                                      | 10                                     | 11                                     | 12                                     | 13                                     | 14                                     | 15                                     | 16                                     | 17                                     | 18                                     | 19                                     | 20                                     |
| -------------------------------------- | -------------------------------------- | -------------------------------------- | -------------------------------------- | -------------------------------------- | -------------------------------------- | -------------------------------------- | -------------------------------------- | -------------------------------------- | -------------------------------------- | -------------------------------------- | -------------------------------------- | -------------------------------------- | -------------------------------------- | -------------------------------------- | -------------------------------------- | -------------------------------------- | -------------------------------------- | -------------------------------------- | -------------------------------------- | -------------------------------------- |
| Positie:                               | 35                                     | 22                                     | 7                                      | 10                                     | 3                                      | 2                                      | 1                                      | 1                                      | 1                                      | 1                                      | 1                                      | 2                                      | 3                                      | 2                                      | 2                                      | 3                                      | 4                                      | 6                                      | 5                                      | 4                                      |
| Week:                                  | 21                                     | 22                                     | 23                                     | 24                                     | 25                                     | 26                                     | 27                                     | 28                                     | 29                                     | 30                                     | 31                                     | 32                                     |                                        |                                        |                                        |                                        |                                        |                                        |                                        |                                        |
| Positie:                               | 4                                      | 6                                      | 9                                      | 13                                     | 17                                     | 18                                     | 28                                     | 29                                     | 32                                     | 35                                     | 37                                     | 43                                     | uit                                    |                                        |                                        |                                        |                                        |                                        |                                        |                                        |

### VlaamseUltratop 50
| Hitnotering: 03-11-2018 t/m 06-07-2019 | Hitnotering: 03-11-2018 t/m 06-07-2019 | Hitnotering: 03-11-2018 t/m 06-07-2019 | Hitnotering: 03-11-2018 t/m 06-07-2019 | Hitnotering: 03-11-2018 t/m 06-07-2019 | Hitnotering: 03-11-2018 t/m 06-07-2019 | Hitnotering: 03-11-2018 t/m 06-07-2019 | Hitnotering: 03-11-2018 t/m 06-07-2019 | Hitnotering: 03-11-2018 t/m 06-07-2019 | Hitnotering: 03-11-2018 t/m 06-07-2019 | Hitnotering: 03-11-2018 t/m 06-07-2019 | Hitnotering: 03-11-2018 t/m 06-07-2019 | Hitnotering: 03-11-2018 t/m 06-07-2019 | Hitnotering: 03-11-2018 t/m 06-07-2019 | Hitnotering: 03-11-2018 t/m 06-07-2019 | Hitnotering: 03-11-2018 t/m 06-07-2019 | Hitnotering: 03-11-2018 t/m 06-07-2019 | Hitnotering: 03-11-2018 t/m 06-07-2019 | Hitnotering: 03-11-2018 t/m 06-07-2019 | Hitnotering: 03-11-2018 t/m 06-07-2019 | Hitnotering: 03-11-2018 t/m 06-07-2019 |
| Week:                                  | 1                                      | 2                                      | 3                                      | 4                                      | 5                                      | 6                                      | 7                                      | 8                                      | 9                                      | 10                                     | 11                                     | 12                                     | 13                                     | 14                                     | 15                                     | 16                                     | 17                                     | 18                                     | 19                                     | 20                                     |
| -------------------------------------- | -------------------------------------- | -------------------------------------- | -------------------------------------- | -------------------------------------- | -------------------------------------- | -------------------------------------- | -------------------------------------- | -------------------------------------- | -------------------------------------- | -------------------------------------- | -------------------------------------- | -------------------------------------- | -------------------------------------- | -------------------------------------- | -------------------------------------- | -------------------------------------- | -------------------------------------- | -------------------------------------- | -------------------------------------- | -------------------------------------- |
| Positie:                               | 32                                     | 13                                     | 4                                      | 2                                      | 1                                      | 1                                      | 1                                      | 1                                      | 1                                      | 1                                      | 1                                      | 1                                      | 1                                      | 1                                      | 1                                      | 1                                      | 1                                      | 1                                      | 1                                      | 3                                      |
| Week:                                  | 21                                     | 22                                     | 23                                     | 24                                     | 25                                     | 26                                     | 27                                     | 28                                     | 29                                     | 30                                     | 31                                     | 32                                     | 33                                     | 34                                     | 35                                     | 36                                     |                                        |                                        |                                        |                                        |
| Positie:                               | 2                                      | 2                                      | 3                                      | 6                                      | 11                                     | 14                                     | 15                                     | 23                                     | 24                                     | 26                                     | 27                                     | 30                                     | 35                                     | 38                                     | 48                                     | 43                                     | uit                                    |                                        |                                        |                                        |